# 20693 Ramondiaz
20693 Ramondiaz este un asteroid din centura principală de asteroizi.

## Descriere
20693 Ramondiaz este un asteroid din centura principală de asteroizi. A fost descoperit pe 5 noiembrie 1999 la Socorro, New Mexico, în cadrul proiectului LINEAR. Asteroidul prezintă o orbită caracterizată de o semiaxă mare de 3,11 ua, o excentricitate de 0,13 și o înclinație de 0,2° în raport cu ecliptica.